# Orfismus (umění)
Orfismus nebo také orfický kubismus je větev kubismu, vyznačující se sklonem k abstrakci a používáním jasných barev. Termín orfismus poprvé použil v roce 1912 francouzský básník Guillaume Apollinaire. Označil tak malby Roberta Delaunaye, které připodobnil k bájnému antickému hrdinovi Orfeovi, básníku, pěvci a hudebníkovi, tedy symbolu či představiteli blízkosti různých druhů umění. Dalšími představiteli byli Delaunayova manželka Sonia Delaunayová a český malíř a grafik František Kupka, jeden ze zakladatelů abstraktního umění.